# Trichoscarta deianira
Trichoscarta deianira är en insektsart som först beskrevs av Gustav Breddin 1903.  Trichoscarta deianira ingår i släktet Trichoscarta och familjen spottstritar. Inga underarter finns listade i Catalogue of Life.